# کهیر (فیلم)
«کهیر» (کرواتی: Košnice) یک فیلم است که در سال ۲۰۱۲ منتشر شد.